# George Mackey
George Whitelaw Mackey (St. Louis, Misuri, 1 de febrero de 1916 - Belmont, Massachusetts, 15 de marzo de 2006) fue un matemático y catedrático estadounidense, especialista en análisis. Mackey obtuvo su doctorado en la Universidad de Harvard en 1942 bajo la supervisión de Marshall H. Stone, y se integró en 1943 al departamento de matemática de esa Universidad, donde permaneció como profesor hasta jubilarse en 1983.

## Trabajos
Mackey hizo aportes notables a la teoría de representaciones unitarias de grupos, a la teoría ergódica y a la teoría de espacios vectoriales topológicos. También fue reconocido por su trabajo en los fundamentos matemáticos de la mecánica cuántica.
Fue uno de los primeros en investigar el enlace entre diversas disciplinas como la lógica cuántica, la teoría de representaciones unitarias de grupos topológicos localmente compactos, la teoría de las álgebras de operadores y la geometría no conmutativa. En su trabajo, tanto en física matemática como en la teoría de representaciones, el concepto de sistema de imprimitividad juega un papel importante. Esta idea lo condujo a un análisis de la teoría de representaciones de grupos que son productos semi-directos y en algunos casos a la clasificación completa de estas representaciones. Estos resultados proporcionaron herramientas indispensables para el estudio de las representaciones unitarias de los grupos de Lie nilpotentes desarrolladas por Alexandre Kirillov y otros.
Otra contribución importante de Mackey fue la de definir una estructura Boreliana (es decir una σ-álgebra) sobre el llamado espacio dual de un grupo localmente compacto separable. Este dual se define como el conjunto de clases de equivalencia de representaciones unitarias irreductibles del grupo. La relación de equivalencia considerada aquí, es la equivalencia unitaria entre dos representaciones. La definición de dual propuesta por Mackey, con la estructura Boreliana, generaliza varios casos especiales, como el de los grupos conmutativos o grupos compactos. Mackey observó que en algunos casos favorables, el dual es un espacio de tipo "estándar" o sea, tiene la estructura Boreliana de un espacio métrico completo y separable. Mackey propuso como conjetura, que fue resuelta positivamente más tarde por James Glimm en su tesis doctoral sobre las C*-álgebras, una caracterización de los grupos cuyo dual es de tipo estándar. La conjetura de Mackey afirma que para un grupo localmente compacto metrizable y separable la estructura Boreliana sobre su dual es estándar si y solamente si todas las representaciones factoriales son de tipo I.

## Libros
- Mathematical Foundations of Quantum Mechanics (Dover Books on Mathematics) ISBN 0-486-43517-2
- Unitary Group Representations in Physics, Probability, and Number Theory, 402 pages, Benjamin-Cummings Publishing Company (1978), ISBN 0-8053-6703-9
- Theory of Unitary Group Representation (Chicago Lectures in Mathematics) University Of Chicago Press (1 de agosto de 1976) ISBN 0-226-50051-9
- Induced representations of groups and quantum mechanics, W. A. Benjamin (1968)
- Mathematical Problems of Relativistic Physics (Lectures in Applied Mathematics Series, Vol 2) by E. E. Segal, George Whitelaw Mackey, Publisher: Amer Mathematical Society (June 1967) ISBN 0-8218-1102-9
- Lectures on the theory of functions of a complex variable, R. E. Krieger Pub. Co (1977) ISBN 0-88275-531-5

## Eponimia
- Topología de Mackey
- Espacio de Mackey